# جول سبروليا
جول سبروليا (10 يوليو 1929 في أودون لوتيش - 21 أبريل 2007) (بالإنجليزية: Jules Sbroglia)‏ لاعب كرة قدم فرنسي راحل كان يجيد اللعب في مركز قلب الدفاع . ساهم في احتلال نادي أنغرز المركز الثاني في بطولة كأس فرنسا موسم 1956-1957 .

## روابط خارجية
- جول سبروليا على موقع قاعدة بيانات كرة القدم.إي يو (الإنجليزية)
- جول سبروليا على موقع عالم كرة القدم.نت (الإنجليزية)